# 폴리체

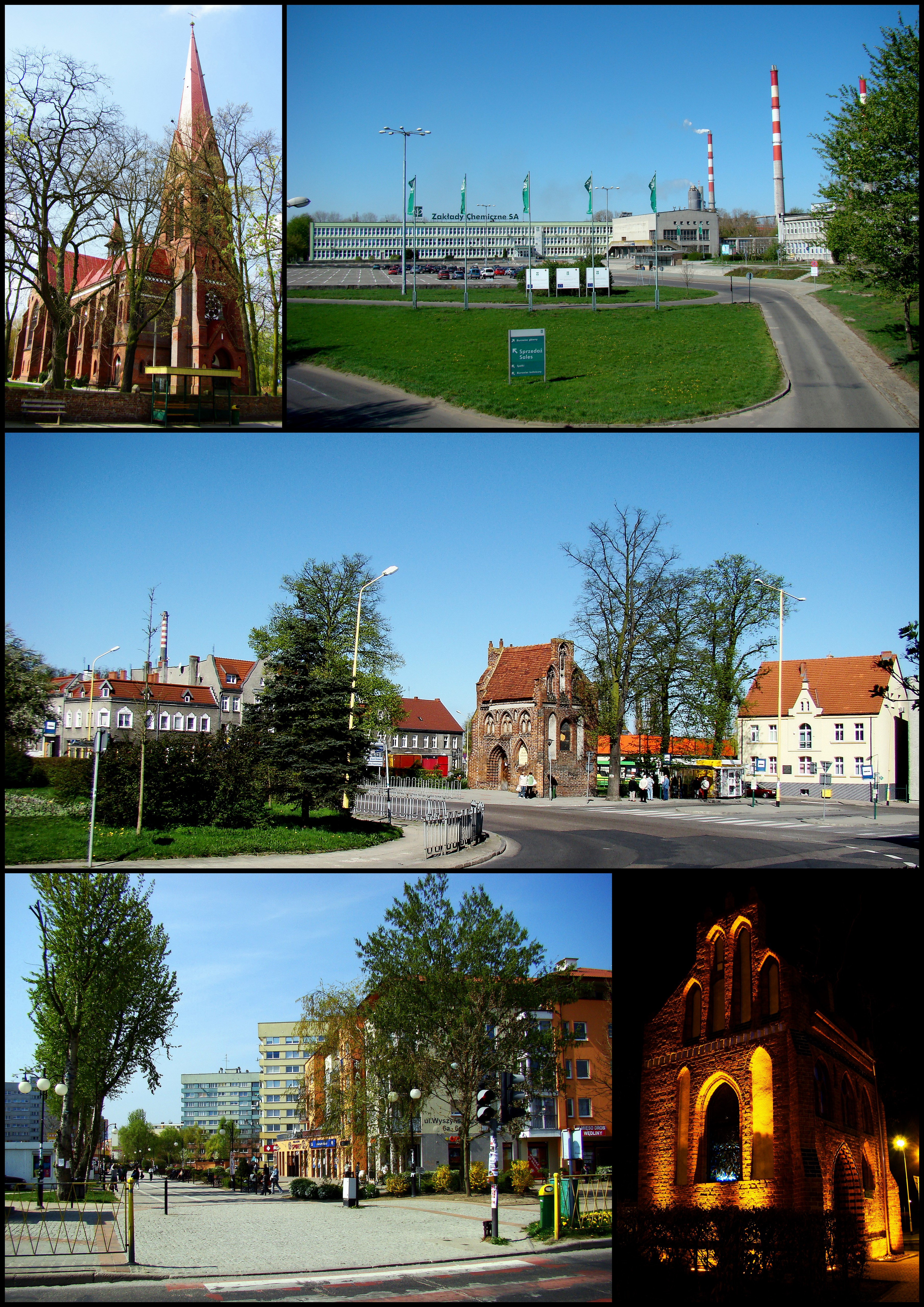
폴리체

폴리체(폴란드어: Police, 독일어: Pölitz 푈리츠[*])는 폴란드 북서부 서포모제주에 위치한 도시로, 폴리체군의 군청 소재지이며 면적은 36.84km2, 인구는 34,284명(2006년 기준), 인구 밀도는 930명/km2이다. 오데르강과 접한다.

시기
시 문장

## 같이 보기
- 슈체친 석호